# Carlos López-Sosa
Carlos Ricardo López-Sosa (Mayagüez, 23 de junio de 1990) es un baloncestista puertorriqueño que actualmente milita en México con el equipo Ángeles de Puebla en la Liga Nacional de Basketball Profesional (temporada 2018-2019). Con 2,11 metros de estatura, juega en la posición de ala-pívot.

## Trayectoria deportiva

### Universidad
Jugó cuatro temporadas con los Rebels de la Universidad de Nevada, Las Vegas, en la que promedió 3,6 puntos y 2,2 rebotes por partido,

### Profesional
Tras no ser elegido en el Draft de la NBA de 2014, fichó por los Atléticos de San Germán de la liga de su país, la BSN, con los que jugó tres temporadas, en las que su mejor actuación correspondió a la 2014-15, en la que promedió 8,0 puntos y 6,5 rebotes por partido.
Dado que la liga de su país se desarrolla en los meses de la primavera, en 2014 fichó por los Panteras de Aguascalientes de la Liga Nacional de Baloncesto Profesional de México, donde jugó una temporada en la que promedió 17,9 puntos y 7,9 rebotes por partido. Al año siguiente firmó con los Toros de Aragua de la Liga de Venezuela, donde únicamente jugó 10 partidos, promediando 6,4 puntos y 6,4 rebotes.
En noviembre de 2016 se comprometió con los Delaware 87ers de la NBA D-League.